# GMA Network
Denne side handler om mediefirmaet i Filippinerne. For TV-kanalen, se GMA Network (tv-kanal).
GMA Network Inc er en kommerciel medievirksomhed i Filippinerne, der åbnede sin første radiostation i 1950. Virksomhedens hovedkvarter er placeret i GMA Network Center i Quezon City. Selskabet opererer flere tv-kanaler og radiostationer i landet, blandt andet tv-kanalen GMA og radiostationen Super Radyo DZBB.

## Tv-kanaler

### Indenrigs
- GMA
  - DZBB-TV (Metro Manila)
  - DWGD-TV (Dagupan)
  - DYXX-TV (Iloilo)
  - DYGM-TV (Bacolod)
  - DYSS-TV (Cebu)
  - DXMJ-TV (Davao)
- GTV

### Udenrigs
- GMA Pinoy TV
- GMA Life TV
- GMA News TV International

## Radiostationer

### AM (Super Radyo)
- DZBB 594 (Metro Manila)
- DZSD 1548 (Dagupan)
- DYSP 909 (Puerto Princesa)
- DYSI 1323 (Iloilo)
- DYSB (1179 Bacolod)
- DYSS 999 (Cebu)
- DXRC 1287 (Zamboanga)
- DXGM 1125 (Davao)

### FM (Barangay FM)
- DWLS 97.1 (Metro Manila)
- DWRA 92.7 (Baguio)
- DWTL 93.5 (Dagupan)
- DWWQ 89.3 (Tuguegarao)
- DWQL 91.1 (Lucena)
- DYHY 97.5 (Puerto Princesa)
- DWCW 96.3 (Naga)
- DYMK 93.5 (Iloilo)
- DYEN 107.1 (Bacolod)
- DYRT 99.5 (Cebu)
- DXLX 100.7 (Cagayan de Oro)
- DXRV 103.5 (Davao)
- DXCJ 102.3 (General Santos)